# Comté de Loudoun
Le comté de Loudoun est un comté de Virginie, aux États-Unis. Le siège du comté est Leesburg.
C'est le troisième comté le plus peuplé de Virginie. Il fait partie de la région métropolitaine de Washington. Le comté a été établi en 1757 à partir du comté de Fairfax. Il est nommé en l'honneur de John Campbell, quatrième comte de Loudoun et gouverneur colonial de Virginie de 1756 à 1759.